# Mykologia medyczna
Mykologia medyczna, mikologia medyczna, mykologia lekarska, mikologia lekarska – interdyscyplinarna nauka wchodząca w zakres mykologii, czyli nauki o grzybach i medycyny. Zajmuje się badaniem grzybów chorobotwórczych dla ludzi, ich diagnostyką, leczeniem wywoływanych przez nie grzybic oraz profilaktyką.
W ostatnich latach notuje się duży wzrost częstości chorób wywołanych przez grzyby, zwanych grzybicami. Przyczyną jest agresywna diagnostyka i leczenie z wykorzystaniem współczesnej techniki, zwłaszcza cewnikowanie i nowoczesna terapia z wykorzystaniem radioterapii i chemioterapii, szerokie i nie zawsze potrzebne stosowanie antybiotyków, steroidoterapia, a także wzrastająca populacja ludzi z immunosupresją, w tym zakażonych wirusem HIV.
W Polsce na niektórych uczelniach medycznych istnieją wydziały mykologii medycznej (lub lekarskiej). Ponieważ liczne choroby wywołane przez grzyby to choroby skórne, ich leczeniem zajmują się lekarze dermatolodzy.